# Кокадойское сельское поселение
Кокадойское се́льское поселе́ние — муниципальное образование в Итум-Калинском районе Чечни Российской Федерации.
Административный центр — село Кокадой.

## История
Статус и границы сельского поселения установлены Законом Чеченской Республики от 14 июля 2008 года № 46-РЗ «Об образовании муниципального образования Итум-Калинский район и муниципальных образований, входящих в его состав, установлении их границ и наделении их соответствующим статусом муниципального района, городского и сельского поселения».
В состав село входить крепость Бек-Кале.

## Население
| 2010 | 2012 | 2013 | 2014 | 2015 | 2016 | 2017 |
| ---- | ---- | ---- | ---- | ---- | ---- | ---- |
| 420  | ↗431 | ↗433 | ↗447 | ↗465 | ↗481 | ↗506 |
| 2018 | 2019 | 2020 | 2021 | 2023 | 2024 |      |
| ↗513 | ↗525 | ↗534 | ↘504 | ↗508 | →508 |      |

## Состав сельского поселения
| № | Населённый пункт | Тип населённого пункта | Население |
| - | ---------------- | ---------------------- | --------- |
| 1 | Кокадой          | село                   | →508      |